# 英国驻华大使馆
英国驻华大使馆（英語：British Embassy, Beijing）是大不列颠及北爱尔兰联合王国在中华人民共和国设立的外交代表機構，位于北京市朝阳区建国门外光华路11号，是英国规模最大的驻外使馆之一。其主要负责的工作包括扩大两国间贸易与投资往来，加强两国在政治、经济、文化、国防等领域的联系，提供签证服务，为英国公民提供外交保护，同时在中国开展扶贫项目等。目前領事轄區范围包括北京、天津、河北、山东、甘肃、宁夏、吉林、黑龙江、内蒙古、新疆、山西、陕西、西藏、青海和辽宁在内的省自治区和直辖市。

## 历史

### 旧英国公使馆

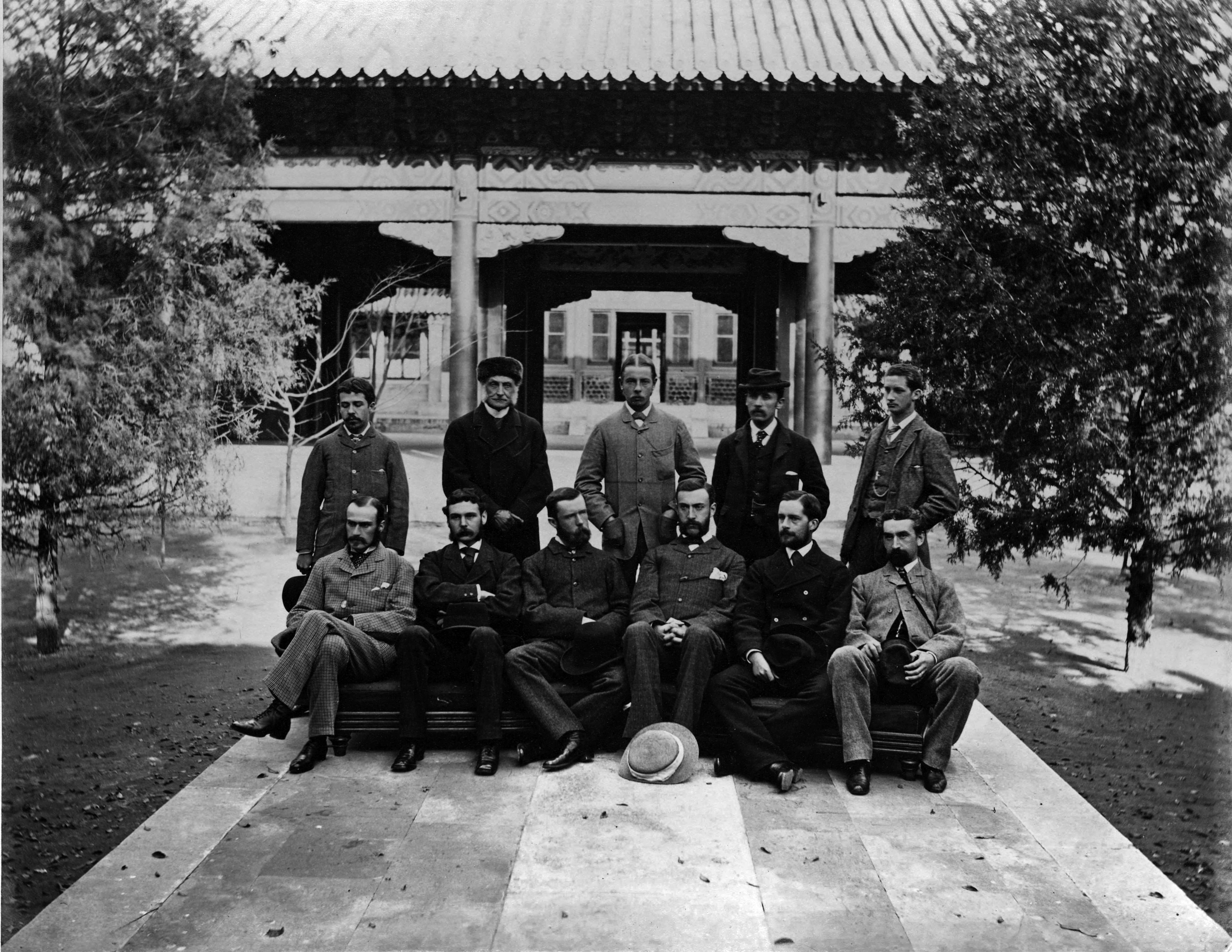
1864年6月19日-1865年12月7日英國駐大清國公使威妥玛和其他英国驻华使节。

旧的英国公使馆成立于1861年3月26日，馆舍原为奉恩镇国公奕樑的府邸。现在这个位置位于北京正义路的西侧，东交民巷和东长安街之间。“1959年1月，外交部西欧司副司长通知英国，之前的北京中心规划要重建，英国代办处（旧英国公使馆）占据的地方要由司法机构的一个大型新建筑占用。因此，要求代办处的工作人员在1959年5月31日前搬离这里。”旧公使馆建筑的北边部分目前由中国国家安全部和公安部使用，余下部分則為其他政府部门占用（最高人民法院则在南边俄罗斯公使馆旧址上兴建）。使馆工作人员獲知，他们所放弃使用的一栋建筑现作為公安部退休官员的活动中心。据称这些退休官员非常喜欢这里，以至于公安部在盖新的办公大楼时，并没有拆除这个老建筑，而是搬进了这里。

### 當前使馆

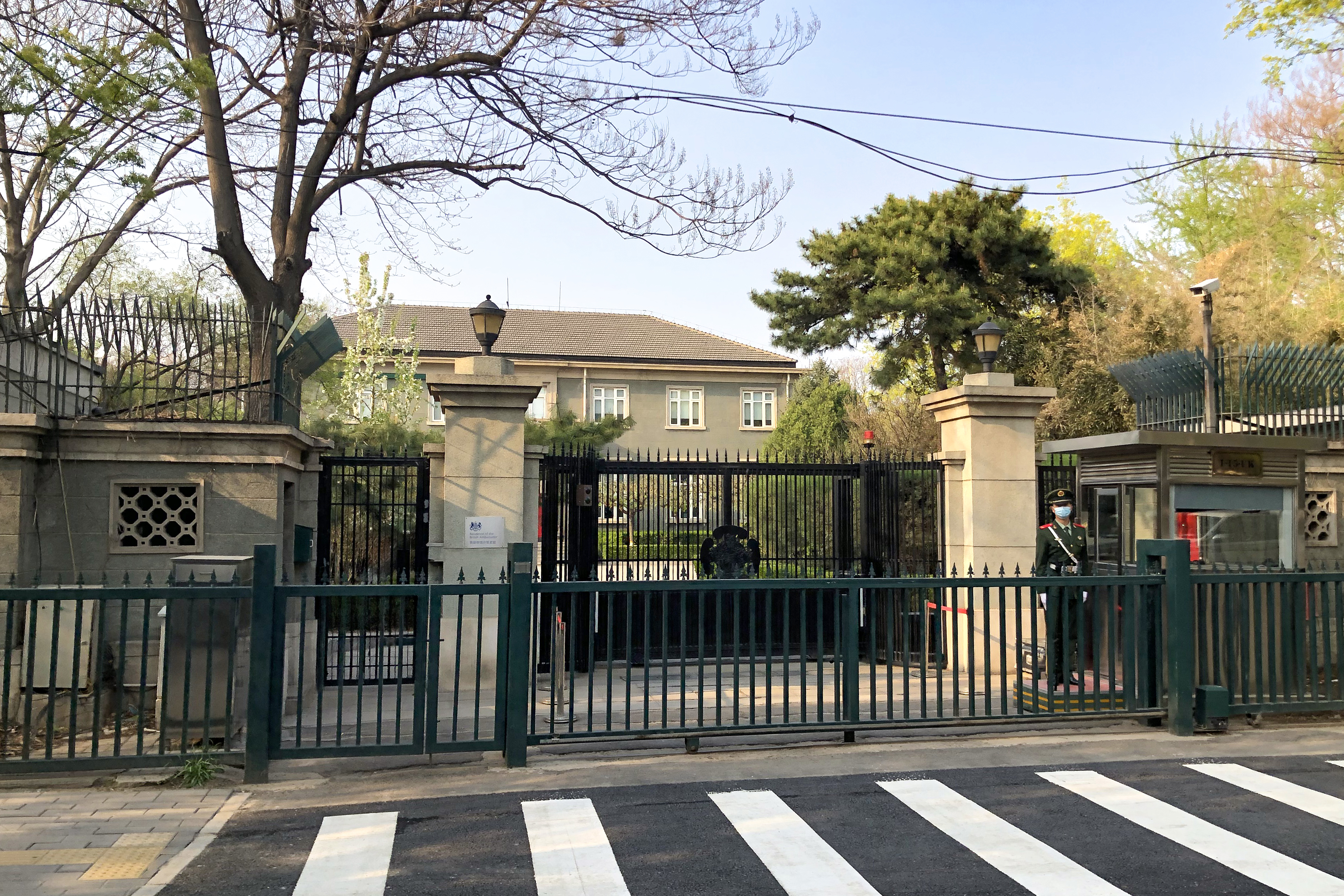
位于大使馆西侧的英国大使官邸

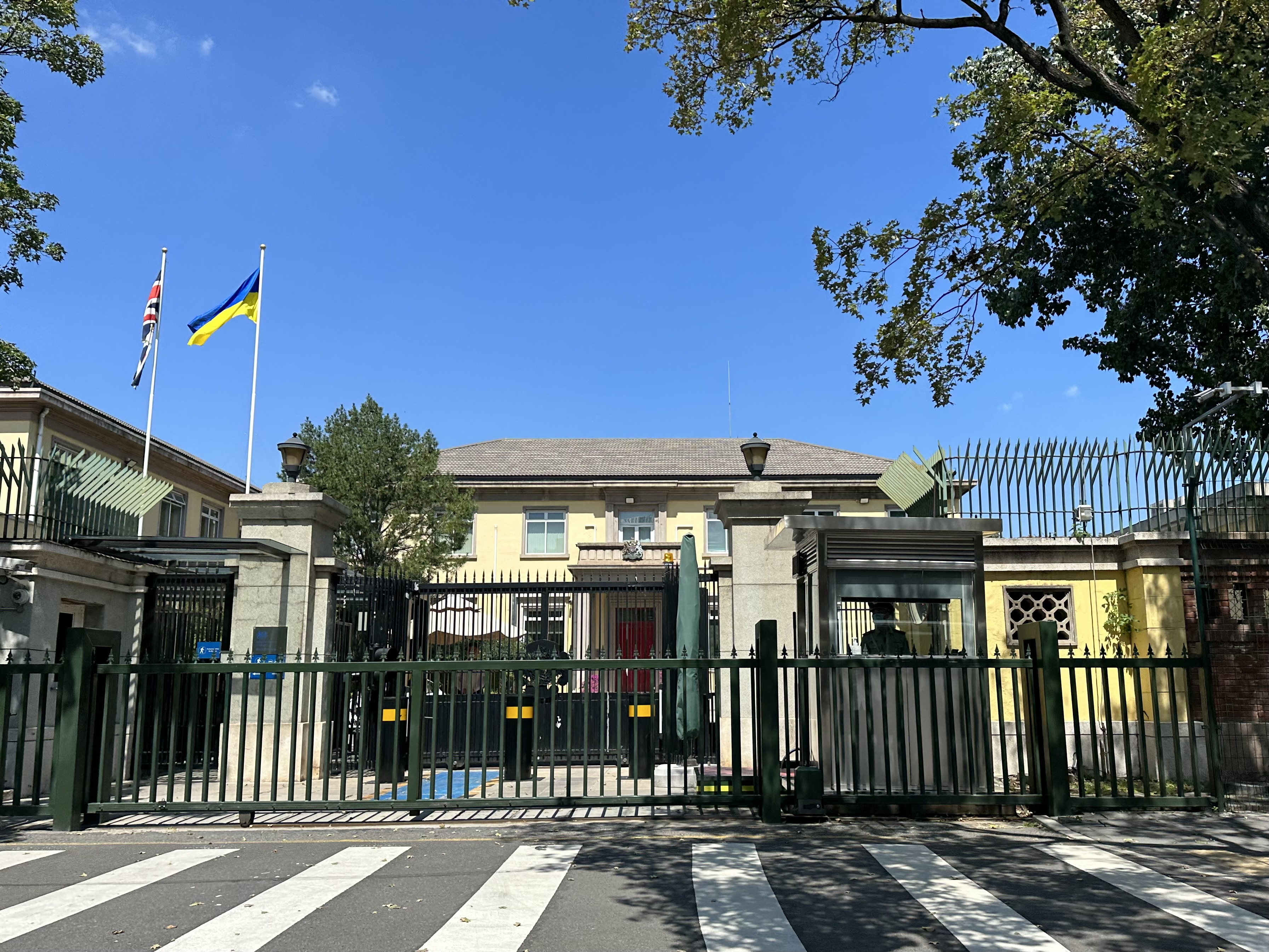
2022年俄羅斯入侵烏克蘭後，英國駐華使館懸掛烏克蘭國旗

英国自1959年9月开始在北京使用现在的辦公樓和官邸，这是两座位于围墙花园内的两层建筑，由中国当局在第一使馆区建设，用以交换之前因應当局要求搬出的原址。

### 使馆的钟
使馆的钟现在位于使馆主会议中心外，网球场对面，是1897年为了纪念维多利亚女王登基60周年而铸造的，最初悬挂在旧公使馆内小教堂外的塔内。使馆现在的休闲设施大约是1983年置办的，钟也是在那时候安装的，并作为新酒吧的名字。“在使馆教堂外……有一个石亭，里面挂着一口钟，是为庆祝维多利亚女王登基60周年而建造。钟塔位于公使馆中间四条路的相交处。如Allen解释说：‘钟塔位于树影摇曳的几条路的相交处，当然它也掩映在其中，从每个方位看都很漂亮，枪弹在上面造成许多印迹。它只受过一次袭击，但是并没有人受伤。’由于钟塔在公使馆建筑中心的特点，钟塔自然而然成为了最佳的生活中心，人们曾经一群一群地聚集在那里，讨论最新的消息和传闻。当发生重要攻击时，会猛烈敲钟以发出警报；而当鸣钟时则表示有火灾。石亭四周用于张贴各种通告——向被包围的人進行指导、以及电报、訊息、布告或是传闻。这里有时还会张贴官方统计的公使馆内居住人员數目。”

## 使馆部门
英国驻华大使馆下设领事处、签证处、贸易与投资处和新闻处。
- 领事处：为英国公民提供全范围的领事服务包括护照签发，文件证明，婚姻注册等等。
- 签证处：主要负责处理和发放英国入境签证。
- 贸易与投资处（UKTI）：负责贸易发展。
- 新闻处：为公众和媒体提供关于英国及其政府政策方面的訊息。

### 主要官員

#### 副館長兼公使
| 中文名 | 英文名 | 圖像 | 就任   | 離任   | 備註                 |
| ------ | ------ | ---- | ------ | ------ | -------------------- |
| 寇大偉 |        |      | 1989年 | 1992年 | :106                 |
| 何進   |        |      | 1995年 | 1996年 | [ 8 ]                |
| 柏聖文 |        |      | 2002年 | 2003年 | :59                  |
| 鄧強   |        |      | 2003年 | 2006年 | 後改漢名為「鄧元翰」 |
| 吳百納 |        |      | 2006年 | 2009年 | :545                 |
| 胡克定 |        |      | 2008年 | 2012年 | :544                 |
| 安勇   |        |      | 2012年 | 2015年 | :434                 |
| 羅廷   |        |      | 2015年 | 2018年 | :434                 |
| 司徒娜 |        |      | 2018年 | 2022年 | :447                 |
| 馬潔茹 |        |      | 2022年 |        | [ 14 ]               |

## 事件

### 火燒英國代辦處
1967年5月，香港發生了六七暴動。因為三家左派報紙被港英當局勒令停刊。8月20日下午中國外交部向英國政府提出限時照會，要求港英當局48小時內取消對三家香港報紙的出版禁令，釋放十九名被關押的駐港記者，否則一切後果由英國政府負責。8月22日，紅衞兵包圍後以武力闖入英國駐北京代辦處，縱火焚燒大樓和停泊的汽車，駐華代辦霍普森爵士和駐華參贊柯利達等人被紅衛兵毆傷，柯利達被要求向毛澤東像下跪。事後他們雖獲解放軍送離現場，但霍普森等人被軟禁於北京使館區多月，到1967年底方才獲釋。《人民日報》對文革的民眾和紅衛兵作了正面報導。8月23日凌晨，周恩來總理緊急召見外事口造反派組織代表，強烈譴責了這次違法行為，並在1971年3月2日就這次事件向英方作了正式道歉。

### 六四事件三十二週年
2021年6月4日，英國駐华大使館在微博和微信發佈一張燭光照片，並沒有附帶任何文字，以悼念六四事件，但不足20分鐘被刪除。此外，英國駐華使館在Twitter賬號中，亦發布了同樣的燭光照片。英國駐中國大使館在微博发布照片后，「英國女王因病去世」一度登上微博熱搜榜，有不少中國網民在英國駐華使館微博下評論「英國女王死了？」、「真的駕崩了嗎？」等。